# Idioma basari
El idioma basari, también denominado onyan, es el idioma hablado por la etnia africana de los basari, cuyo territorio se encuentra dividido por la frontera entre Senegal y Guinea.
El basari también es conocido como tenda basari, biyan, onëyan, onian, ayan, wo.

## Población
Esta lengua, en ocasiones llamada tenda, es utilizada por alrededor de 17 910 personas, principalmente en las regiones de Koundara, Youkounkoun y Kédougou, pero también por algunos basaris «emigrados» en los centros urbanos de Dakar, Tambacounda y Conakri.
La lengua basari es aparentemente una lengua coniagui, utilizada también en Koundara y Youkounkoun.

## Escritura
El onyan se escribe mediante el alfabeto latino.
En Senegal, un decreto de 2005 reglamenta la ortografía del onyan.
| Alfabeto onyan | Alfabeto onyan | Alfabeto onyan | Alfabeto onyan | Alfabeto onyan | Alfabeto onyan | Alfabeto onyan | Alfabeto onyan | Alfabeto onyan | Alfabeto onyan | Alfabeto onyan | Alfabeto onyan | Alfabeto onyan | Alfabeto onyan | Alfabeto onyan | Alfabeto onyan | Alfabeto onyan | Alfabeto onyan | Alfabeto onyan | Alfabeto onyan | Alfabeto onyan | Alfabeto onyan | Alfabeto onyan | Alfabeto onyan | Alfabeto onyan | Alfabeto onyan | Alfabeto onyan | Alfabeto onyan |
| -------------- | -------------- | -------------- | -------------- | -------------- | -------------- | -------------- | -------------- | -------------- | -------------- | -------------- | -------------- | -------------- | -------------- | -------------- | -------------- | -------------- | -------------- | -------------- | -------------- | -------------- | -------------- | -------------- | -------------- | -------------- | -------------- | -------------- | -------------- |
| A              | B              | Ɓ              | C              | D              | Ɗ              | E              | Ë              | F              | G              | H              | I              | J              | K              | L              | M              | N              | Ñ              | O              | P              | R              | S              | Ŝ              | T              | U              | W              | Y              | Ƴ              |
| a              | b              | ɓ              | c              | d              | ɗ              | e              | ë              | f              | g              | h              | i              | j              | k              | l              | m              | n              | ñ              | o              | p              | r              | s              | ŝ              | t              | u              | w              | y              | ƴ              |

- ĥ, ŵ, ŷ notan las consonantes h, w, y nasalizadas.
- Mientas que las vocales e y o son marcadas, la entonación lleva el acento agudo: é, ó.